# Anatoli Illarionowitsch Schirschow
Anatoli Illarionowitsch Schirschow (russisch Анатолий Илларионович Ширшов, englische Transkription Anatoly Illarionovich Shirshov, wissenschaftliche Transliteration Anatolij Illarionovič Širšov, * 8. August 1921 in Kolywan; † 28. Februar 1981 in Nowosibirsk) war ein sowjetischer Mathematiker, der auf dem Gebiet der Algebra arbeitete.

## Leben
Schirschow besuchte bis 1939 ein Gymnasium in Aleisk in der Region Altai und begann anschließend ein Studium an der Staatlichen Universität Tomsk. Bereits ein Jahr später wechselte er an eine Schule in Aleisk und wurde Lehrer. 1942 meldete er sich im Deutsch-Sowjetischen Krieg zur Armee und war bis Kriegsende Frontsoldat. Ab 1946 arbeitete er wieder als Lehrer und studierte daneben bis 1949 an einem Pädagogischen Institut in Woroschilowgrad. 1950 wurde er in eine Graduiertenschule der Fakultät für Mathematik und Mechanik der Moskauer Universität aufgenommen und wurde Mathematiker. Bis 1960 blieb er an der Lomonossow-Universität. 1953 wurde er Kandidat der Wissenschaft mit einer Arbeit zur Theorie nichtassoziativer Ringe und Algebren, und 1958 erhielt er den russischen Doktor-Titel (entspricht der Habilitation) ebenfalls mit einer Arbeit zur Algebra. Er war ein Schüler von Alexander Kurosch. Ab 1960 bis zu seinem Tod arbeitete er am Institut für Mathematik der Sibirischen Abteilung der Akademie der Wissenschaften der UdSSR und war Professor an der Universität Nowosibirsk. Sein Spezialgebiet war die Theorie assoziativer Ringe. Er hatte zahlreiche wissenschaftliche Schüler.
1964 wurde er zum korrespondierenden Mitglied der Akademie der Wissenschaften der UdSSR gewählt. Er erhielt dreimal den Orden des Roten Banners der Arbeit und andere staatliche Auszeichnungen.